# Distrito de Darjeeling
Darjeeling (en bengalí: দার্জিলিং জেলা) es un distrito de la India en el estado de Bengala Occidental. Código ISO: IN.WB.DA.
Comprende una superficie de 3 149 km².
El centro administrativo es la ciudad de Darjeeling.

## Demografía
Según censo 2011 contaba con una población total de 1 842 304 habitantes, de los cuales 907 238 eran mujeres y 934 796 varones.